# 银河电子
江苏银河电子股份有限公司是（英語：Jiangsu Yinhe Electronics Co., Ltd., 深交所：002519）是一家综合型企业集团，业务涵盖新能源电动汽车关键零部件、特种装备以及数字电视智能终端设备等多个领域。

## 历史
1975年成立于江苏张家港市，2010年12月7日在深圳证券交易所挂牌上市。由于银河电子原先认为2018年开始盈利，但是预计亏损9亿左右，并且2017至2018年期间，银河电子公司高管多次减持股票，并发生巨额商誉减持，股价暴跌，引起深圳證券交易所的问询函。